# امپراتور میجی
امپراتور مِیجی (به ژاپنی: 明治天皇 Meiji-tennō) (زاده ۳ نوامبر ۱۸۵۲ – درگذشته ۳۰ ژوئیه ۱۹۱۲) صد و بیست و دومین امپراتور ژاپن بود. امپراتور میجی دومین فرزند امپراتور کومی بود و در کیوتو متولد شد. پدر وی نام او را ساچی نو میا نهاد. او در سال ۱۸۶۰ میلادی به عنوان ولیعهد ژاپن انتخاب شد. در سال ۱۸۶۷ میلادی امپراتور کومی درگذشت و وی در سن چهارده سالگی، به‌طور رسمی به مقام امپراتوری ژاپن رسید. او در طی سلطنت خود نقش رهبری را در مدرنیزه کردن ژاپن موسوم به اصلاحات میجی بعهده داشت. از او به عنوان «امپراتور بزرگ میجی» نیز نام برده می‌شود. امپراتور میجی در ۵۹ سالگی به‌علت بیماری دیابت درگذشت.

## زمینه تاریخی
شوگون‌سالاری توکوگاوا در اوایل قرن هفدهم تأسیس شد. شوگون‌سالاری توکوگاوا تحت حکومت آن، «شوگون» بر ژاپن حکومت می‌کرد. حدود ۱۸۰ ارباب، معروف به دایمیوها تحت حکومت هان (ژاپن) بودند. گاهی شوگون‌ها از دایمیوها درخواست هدایا می‌کردند، اما مالیاتی از آنها دریافت نمی‌کردند. شوگون‌ها، دایمیوها را به روش‌های دیگری نیز کنترل می‌کردند. فقط شوگون می‌توانست ازدواج دایمیو را تأیید کند، و شوگون می‌توانست به یک دایمیو بخشی از زمین‌هایش خود را واگذار کند.
توکوگاوا ایه‌یاسو که تا سال ۱۶۰۵ رسماً از سمت خود بازنشسته شده بود، اولین «شوگون» توکوگاوا بود. در سال ۱۶۰۵ یک قانون رفتاری برای اشراف صادر کرد. تحت این قانون، امپراتور باید وقت خود را به دانش‌آموزی و هنر اختصاص دهد. به نظر می‌رسد که امپراتوران تحت حکومت شوگون با مطالعه کنفوسیوس کلاسیک چینی و وقف وقت خود به شعر و خوشنویسی به این قانون پایبند بوده‌اند. به امپراتورها فقط مبانی تاریخ و جغرافیای ژاپن و چین آموزش داده می‌شد. شوگون به دنبال رضایت یا نصیحت امپراتور برای اعمال خود نبود.
امپراتورها تقریباً هرگز محوطه کاخ خود یا کاخ امپراتوری کیوتو را در کیوتو ترک نمی‌کردند، مگر پس از بازنشستگی امپراتور یا در صورت آتش گرفتن کاخ در معبدی پناه می‌گرفتند. تعداد کمی از امپراتورها آنقدر عمر کردند که بتوانند بازنشسته شوند. از پنج سلف امپراتور میجی، فقط پدربزرگ و پدر پدربزرگ او بیش از ۴۰ سال زندگی کردند. خانواده امپراتوری از نرخ بسیار بالایی از مرگ و میر نوزادان رنج می‌برد. هر پنج خواهر و برادر امپراتور در کودکی مردند و تنها پنج فرزند از ۱۵ فرزند خود او به بلوغ رسیدند.
بلافاصله پس از به دست گرفتن کنترل در اوایل قرن هفدهم، مقامات شوگونی (که عموماً به عنوان باکوفو شناخته می‌شوند) تقریباً به تمام تجارت غرب با ژاپن پایان دادند و حضور مبلغان مسیحی را در ژاپن، تحت فرمان حکم ساکوکوی سال ۱۶۳۵ منع کردند. علاوه بر تجارت قابل توجه چین، فقط هلندی‌ها به تجارت با ژاپن ادامه دادند و پستی را در جزیره دجیما در ناگاساکی حفظ کردند. با این حال، در اوایل قرن نوزدهم، کشتی‌های اروپایی و آمریکایی بیش از پیش در آب‌های اطراف ژاپن ظاهر شدند.

## اوایل زندگی
«شاهزاده موتسوهیتو» در ۳ نوامبر ۱۸۵۲ در خانه ای کوچک در ملک پدربزرگ مادری خود در انتهای شمالی گوشو به دنیا آمد. در آن زمان اعتقاد بر این بود که تولد از نظر فرهنگی منبع آلودگی است، بنابراین شاهزاده امپراتوری در کاخ به دنیا نمی‌آمد. در عوض، معمول بود که اعضای خانواده امپراتوری در ساختمانی، اغلب موقتی، در نزدیکی خانه پدری زن باردار به متولد شوند. مادر شاهزاده موتسوهیتو، ناکایاما یوشیکو، همسر غیراصلی پدرش امپراتور کومی و دختر مشاور اصلی، ناکایاما تادایاسو بود. به شاهزاده جوان لقب ساچی-نو-میا یا شاهزاده ساچی داده شد.
شاهزاده جوان در عصری از دگرگونی‌های بزرگ در ژاپن متولد شد. این تغییر به‌طور چشمگیری در ژوئیه ۱۸۵۳ زمانی که متیو سی. پری و اسکادران نیروی دریایی آمریکا (که ژاپنی‌ها آن را «کشتی سیاه» نامیدند)، به خلیج توکیو در ادو (از سال ۱۸۶۸ به نام توکیو شناخته می‌شود) آغاز شده بود. پری به دنبال باز کردن ژاپن به روی تجارت بین‌المللی بود و توپ‌های مدرنی را که ناوگان دریایی او مجهز کرده بود به نمایش گذاشت. دربار امپراتوری به دلیل بحرانی که با ورود پری به وجود آمد. مقام‌های امپراتور کومی توصیه کردند که باید با آمریکایی‌ها تجارت انجام شود.
دولت ژاپن تصمیم گرفت که ارتش آنها با ارتش آمریکا همخوانی ندارد و بنابراین اجازه داد و ستد داده شود و تسلیم چیزی شد که آن را «معاهده نابرابر» نامید. «معاهده‌های نابرابر» به معنای کنار گذاشتن اختیارات تعرفه و حق محاکمه خارجی‌ها در دادگاه‌های خود ژاپن بود.
تمایل شوگون سالاری برای مشورت با دربار کوتاه مدت بود: در سال ۱۸۵۸، نامه عهدنامه دوستی و تجارت بین ایالات متحده آمریکا و ژاپن به امضا رسید و به دلیل کوتاهی زمان، امکان‌پذیر نبود با دربار در مورد آن مشورت انجام شود. امپراتور کومی چنان خشمگین شد که تهدید به کناره‌گیری کرد — اگرچه حتی این اقدام مستلزم رضایت شوگون بود.
بیشتر دوران کودکی امپراتور فقط از طریق گزارش‌های بعدی شناخته شده است، که زندگی‌نامه‌نویس او دونالد کین به آن اشاره می‌کند که اغلب متناقض هستند. یکی از معاصران «شاهزاده موتسوهیتو» را به عنوان فردی سالم و قوی، تا حدودی قلدر و با استعداد فوق‌العاده در سومو توصیف کرد. دیگری می‌گوید که شاهزاده ظریف و اغلب بیمار بود. برخی از زندگی‌نامه‌نویسان بیان می‌کنند که او با شنیدن صدای تیراندازی بیهوش شده است، در حالی که برخی دیگر این گزارش را رد می‌کنند. در ۱۶ اوت ۱۸۶۰، ساچینومیا به عنوان شاهزاده قانونی و وارث تاج و تخت اعلام شد و به‌طور رسمی توسط آساکو کوجو پذیرفته شد. بعداً در همان سال در ۱۱ نوامبر، او به عنوان ولیعهد معرفی شد و نام بزرگسالی به نام موتسوهیتو به او داده شد. تحصیلاتش در هفت سالگی آغاز شد. او ثابت کرد که دانش‌آموزی کوشا نبوده است، و بعدها در زندگی اشعاری سرود و از اینکه تلاش خود را بیشتر در تمرین نویسندگی به کار نگرفته است، تأسف می‌خورد.

## سلطنت

### ناآرامی و الحاق
در اوایل دهه ۱۸۶۰، حکومت شوگون تحت چندین تهدید قرار داشت. نمایندگان قدرت‌های خارجی به دنبال افزایش نفوذ خود در ژاپن بودند. بسیاری از دایمیوها به‌طور فزاینده ای از مدیریت باکوفو در امور خارجی ناراضی بودند. تعداد زیادی از جوانان سامورایی، معروف به «شیشی» یا «مردان با هدف بالا» شروع به جمع شدن کردند و علیه شوگون سالاری سخنرانی کردند. شیشی‌ها به امپراتور کومی احترام می‌گذاشتند و از اقدام‌های خشونت‌آمیز مستقیم برای درمان مشکلات اجتماعی حمایت می‌کردند. در حالی که آنها در ابتدا خواهان مرگ یا اخراج همه خارجی‌ها بودند، شیشی‌ها بعداً شروع به حمایت از مدرن سازی کشور کردند. باکوفو اقدامات متعددی را برای جلب رضایت گروه‌های مختلف در تلاش برای ایجاد شکاف بین شیشی‌ها و دایمیوها انجام داد.
کیوتو مرکز اصلی شیشی‌ها بود و شیشی‌ها بر امپراتور کومی نفوذ داشتند. در سال ۱۸۶۳، شیشی‌ها او را متقاعد کرد که فرمان اخراج اجنبی‌ها را صادر کند. این دستور، شوگون‌سالاری را در موقعیت دشواری قرار داد، زیرا آنها هیچ قصدی برای اجرای دستور نداشتند زیرا قدرت اجرای آن را نداشتند. چندین حمله به خارجی‌ها یا کشتی‌های آنها انجام شد و نیروهای خارجی نیز به تلافی آن پرداختند. نیروهای باکوفو توانستند بیشتر شیشی‌ها را از کیوتو بیرون برانند، و تلاش آنها برای بازگشت در سال ۱۸۶۴ به عقب رانده شد. با این وجود، ناآرامی‌ها در سراسر ژاپن ادامه یافت.
آگاهی شاهزاده از آشفتگی سیاسی نامشخص است. در این مدت ابتدا نزد پدر و سپس نزد شاعران دربار به فراگیری واکا (شعر) مشغول بود. در سال ۱۸۶۶، یک شوگون جدید، توکوگاوا یوشینوبو در حالی که شاهزاده به تحصیلات خود ادامه می‌داد، کار خود را آغاز کرد. توکوگاوا یوشینوبو اصلاح‌طلبی بود که می‌خواست ژاپن را به یک کشور غربی تبدیل کند. یوشینوبو آخرین شوگون بود. ناآرامی‌ها و اقدامات نظامی ادامه پیدا کرد که با مقاومت در میان باکوفوها مواجه شد. در اواسط سال ۱۸۶۶، ارتش «باکوفو» برای مجازات شورشیان در جنوب ژاپن به راه افتاد. ارتش شکست خورد.
امپراتور کومی در سن ۳۶ سالگی به شدت بیمار شد و به‌طور ناگهانی در ۳۰ ژانویه ۱۸۶۷ درگذشت. در مراسم کوتاهی در کیوتو، ولیعهد به‌طور رسمی در ۱۳ فوریه ۱۸۶۷ بر تخت نشست. امپراتور جدید به تحصیلات خود ادامه می‌داد که شامل مسائل سیاسی نمی‌شد. در این میان، آخرین شوگون، یوشینوبو، برای حفظ قدرت تلاش می‌کرد. او بارها از امپراتور درخواست تأیید کرد که سرانجام دریافت کرد، اما هیچ نشانه ای از دست داشتن امپراتور جوان در تصمیم‌گیری‌ها وجود ندارد. شیشی‌ها و دیگر شورشیان به پیشرفت دیدگاه خود از ژاپن جدید ادامه دادند، و اگرچه به امپراتور احترام می‌گذاشتند، اما فکر نمی‌کردند که او نقشی فعال در روند سیاسی داشته باشد.
مبارزه سیاسی در اواخر سال ۱۸۶۷ به اوج خود رسید. توافقی حاصل شد که به موجب آن یوشینوبو عنوان و بخشی از قدرت خود را حفظ می‌کرد، اما قدرت قانون‌گذاری بر اساس الگوی بریتانیا به یک قوه مقننه دو مجلسی واگذار می‌شد. این قرارداد از بین رفت و در ۹ نوامبر ۱۸۶۷، یوشینوبو رسماً استعفای خود را به امپراتور ارائه کرد و ده روز بعد رسماً از سمت خود کنار رفت.ماه بعد، شورشیان به کیوتو لشکرکشی کردند و کنترل کاخ امپراتوری را به دست گرفتند. و در ماه بعد این سند به قدرت‌های خارجی ارسال شد:
امپراتور ژاپن به حاکمان همه کشورهای خارجی و رعایای آنها اعلام می‌دارد که به شوگون توکوگاوا یوشینوبو اجازه داده شده است تا قدرت حاکم را مطابق درخواست خود بازگرداند. ما از این پس در تمام امور داخلی و خارجی کشور اقتدار عالی را اعمال خواهیم کرد. در نتیجه، عنوان امپراتور که در آن معاهده‌ها منعقد شده، باید جایگزین عنوان تایکون شود. افسرانی از سوی ما برای انجام امور خارجی منصوب می‌شوند. مطلوب است که نمایندگان قدرت‌های معاهده این اعلامیه را به رسمیت بشناسند.
در ۲۳ اکتبر ۱۸۶۸ نام عصر ژاپنی از دوره کیئو به دوره میجی («حکومت روشنگر») تغییر یافت، که بعداً برای نام پس از مرگ امپراتور استفاده شد. این آغاز رسم نامگذاری پس از مرگ امپراتور به نام دوران حکومت او بود.
در درگیری معروف به جنگ بوشین، پیروان یوشینوبو نبرد توبا-فوشیمی و طرفداران باکوفو سرانجام در اواخر سال ۱۸۶۹ شکست خوردند.

### تجمیع قدرت
با وجود سرنگونی «باکوفو»، هیچ حکومت مرکزی مؤثری توسط شورشیان ایجاد نشده بود. در ۲۳ مارس، وزیر مقیم هلند در ژاپن دیرک دو گراف ون پولسبروک و وزیر مقیم فرانسه لئون روچس اولین فرستادگان اروپایی بودند که با امپراتور جدید میجی در ادو (توکیو) به عنوان مخاطبان شخصی پذیرفته شدند. این مخاطبان پایه و اساس دیپلماسی (مدرن) هلندی را در ژاپن بنیان گذاشتند. پس از آن، دیرک دو گراف ون پولسبروک به امپراتور و دولت در مذاکرات با نمایندگان قدرت‌های بزرگ اروپایی کمک کرد. در ۷ آوریل ۱۸۶۸، سوگندنامه پنج‌ماده‌ای که بیانیه‌ای پنج ماده‌ای از ماهیت دولت جدید بود به امپراتور ارائه شد. این بیانیه برای جلب نظر کسانی بود که هنوز خود را به رژیم جدید متعهد نکرده بودند. این سند که پس از آن امپراتور رسماً آن را ترویج کرد، ارباب‌رعیتی را لغو کرد و یک حکومت دموکراتیک مدرن برای ژاپن اعلام کرد. سوگند منشور بعداً توسط هیروهیتو در اعلامیه انسانیت به عنوان حمایت از تغییرات تحمیلی در دولت ژاپن پس از جنگ جهانی دوم ذکر شد.

### سوگندنامه پنج‌ماده‌ای
در ۷ آوریل ۱۸۶۸ (میلادی)، به هنگام تاج‌گذاری امپراتور میجی اعلام شد. این سوگندنامه هدف‌های اصلی دوران امپراتوری میجی را روشن کرده و بنیانی قانونی برای مدرن‌گرایی ژاپن بنا می‌نهد. پنج ماده این سوگندنامه به شرح زیر است:
1. برپایی شورای مشورتی.
2. همکاری همه طبقات در اداره امور مملکتی.
3. الغای قانون‌های تجمل‌ستیز و حذف محدودیت‌های طبقاتی در استخدام.
4. جایگزین کردن قانون‌های منصفانه طبیعی به جای سنت‌های نادرست.
5. جستجوی جهانی دانش به منظور تقویت بنیاد حکومت امپراتوری.

### انتقال پایتخت

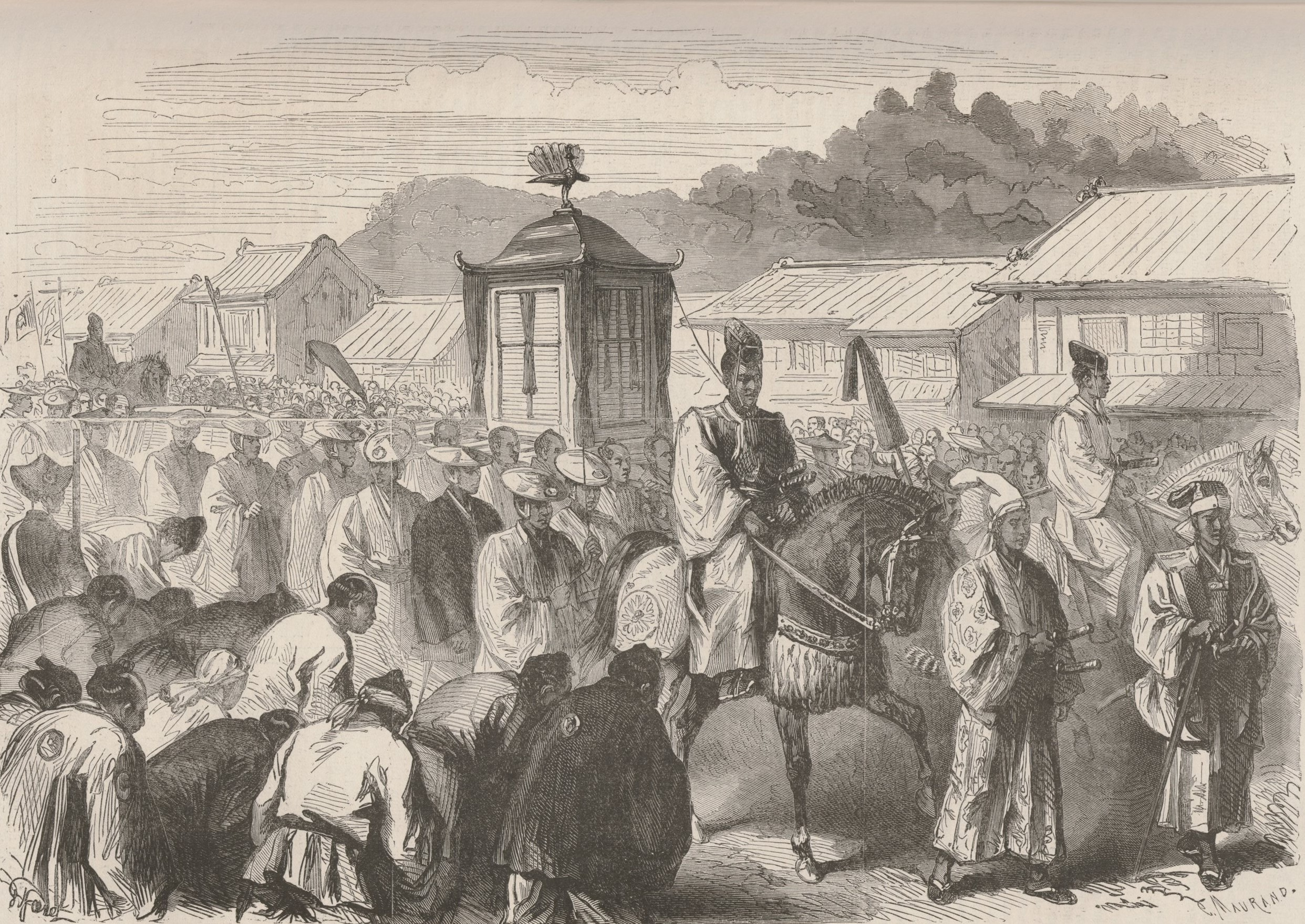
پس از سقوط ادو در پایان سال ۱۸۶۸، امپراتور میجی ۱۶ ساله، از کیوتو به طرف توکیو حرکت کرد.

امپراتور میجی برای اولین بار از اوایل کودکی، در اواسط ماه مه منطقه امپراتوری کیوتو را ترک کرد تا فرماندهی نیروهایی را که به تعقیب بقایای ارتش باکوفو می‌پرداختند، به دست گیرد. سفر به دلیل ازدحام در جاده‌ها به آهستگی انجام شد، او سه روز طول کشید تا از کیوتو به اوساکا سفر کند. هیچ درگیری در اوساکا وجود نداشت. رهبران جدید می‌خواستند که امپراتور برای مردم خود و نمایندگان خارجی بیشتر دیده و شناسانده شود. در پایان ماه مه، پس از دو هفته اقامت در اوساکا (در فضایی بسیار کمتر رسمی نسبت به کیوتو)، امپراتور به خانه خود بازگشت. مدت کوتاهی پس از بازگشت، اعلام شد که امپراتور شروع به ریاست بر تمام مشاغل دولتی خواهد کرد و مطالعه ادبی بیشتر را برای اوقات فراغت خود در نظر می‌گیرد. فقط از سال ۱۸۷۱ به بعد، مطالعات امپراتور شامل مطالبی در مورد امور معاصر بود. دولت میجی در ۱۹ سپتامبر ۱۸۶۸ فعالیت خود را به ادو که به توکیو (پایتخت شرقی) تغییر نام داده بود منتقل کرد و در اوایل سال ۱۸۶۹ امپراتور به دژ قدیم اقامتگاه شوگون در آنجا نقل مکان کرد. او در ۱۵ اکتبر به‌طور رسمی در کیوتو تاج گذاری کرد (مراسمی که از سال گذشته به دلیل ناآرامی‌های داخلی به تعویق افتاده بود). اندکی قبل از تاجگذاری، او اعلام کرد که دوره جدید، یا «نام عصر ژاپنی»، «میجی» یا «حکومت روشنگر» نامیده خواهد شد. پیش از این، «ننگو» اغلب چندین بار در دوره سلطنت یک امپراتور تغییر کرده بود. از این به بعد، اعلام شد که یک دوره به نام یک امپراتور که سراسر آن دوره حاکم بوده است نامگذاری خواهد شد بدین ترتیب نام دوره جدید به عنوان دوره میجی نامگذاری شد.
اندکی پس از تاجگذاری، امپراتور به توکیو از طریق جاده توکایدو سفر کرد و برای اولین بار از آن دیدن کرد. او در اواخر نوامبر وارد توکیو شد و با توزیع ساکی در بین مردم اقامت طولانی‌تری را آغاز کرد. جمعیت توکیو مشتاق دیدار امپراتوری بودند. توکیو محل دربار شوگون‌های توکوگاوا بود و مردم شهر می‌ترسیدند که با لغو حکومت شوگون سالاری، شهر رو به زوال بیفتد. تا سال ۱۸۸۹ تصمیم نهایی برای انتقال پایتخت به توکیو گرفته شد.ref>(Gordon 2009، ص. 68)</ref> زمانی که امپراتور در توکیو بود، برای اولین بار سوار کشتی نیروی دریایی ژاپن شد و روز بعد دستورالعمل‌هایی را برای مطالعاتی ارائه کرد تا ببیند که چگونه نیروی دریایی ژاپن می‌تواند تقویت شود. بلافاصله پس از بازگشت او به کیوتو، احکام به نام امپراتور صادر شد (اما به احتمال زیاد توسط مقام‌های دربار نوشته شده بود). این نشان دهنده قصد او برای دخالت در امور دولتی بود و در واقع خود او در جلسه‌های کابینه و بسیاری از وظایف دولتی دیگر هرچند به ندرت، تقریباً تا روز مرگش شرکت می‌کرد.

### اصلاح سیاسی

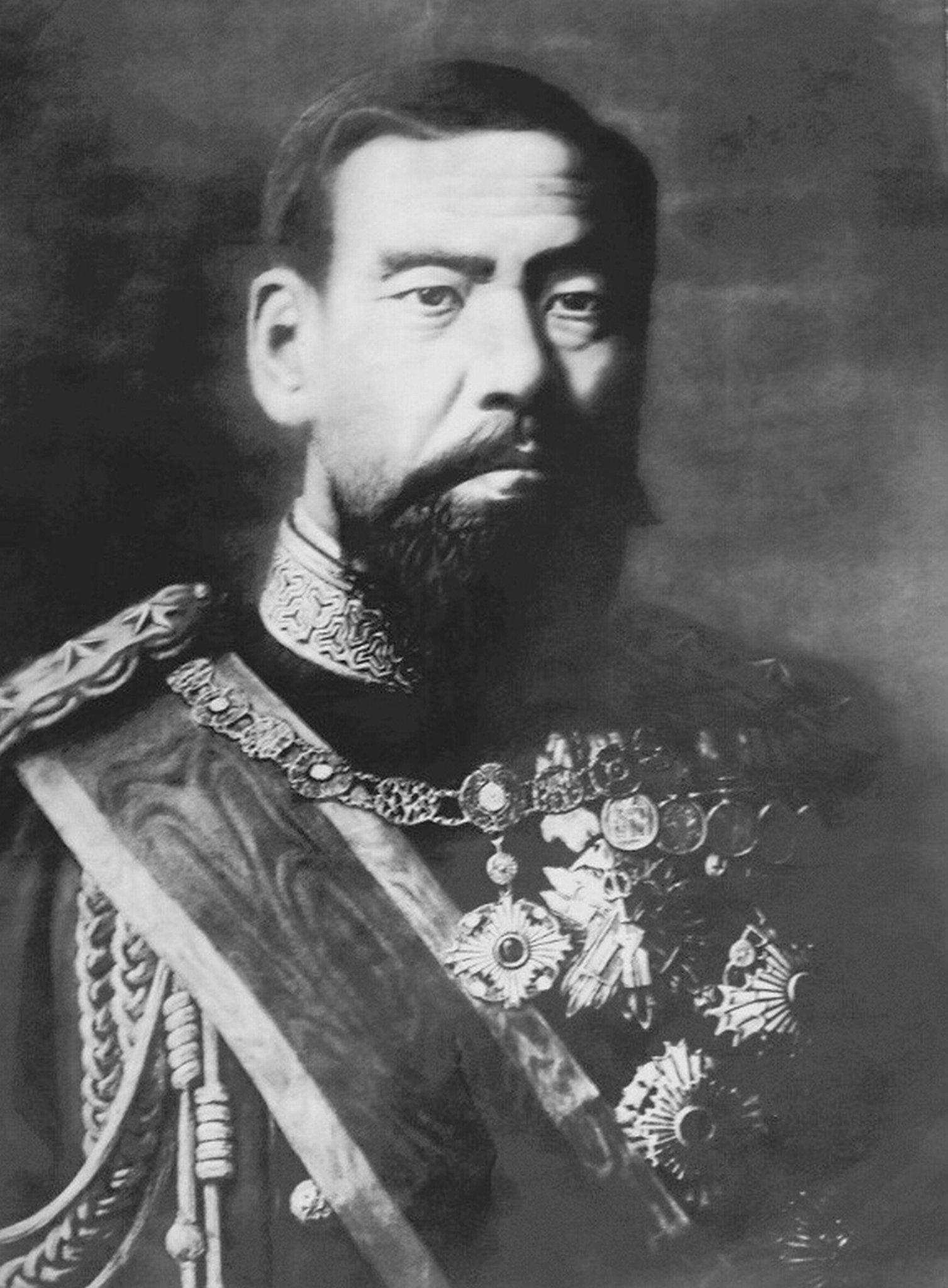
امپراتور مِی‌جی در دهه پنجاه زندگی

انقلابیون موفق خود را در یک شورای دولتی سازماندهی کردند و متعاقباً در نظامی که سه وزیر اصلی، دولت را رهبری می‌کردند. این ساختار تا زمان استقرار نخست‌وزیر ژاپن، که کابینه را به شیوه‌ای غربی رهبری می‌کرد، در سال ۱۸۸۵ ادامه داشت. حتی ابقای امپراتور نیز قطعی نبود. رهبر انقلاب گوتو شوجیرو بعداً اظهار داشت که برخی از «مقام‌ها می‌ترسیدند که افراط‌گرایان فراتر رفته و مقام امپراتوری را لغو کنند.» رهبران جدید ژاپن به دنبال اصلاح تکه‌تکه‌ای سیستم حوزه‌هایی بودند که توسط دایمیوها اداره می‌شدند. در سال ۱۸۶۹، تعدادی از دایمیوها که از انقلاب حمایت کرده بودند، زمین‌های خود را به امپراتور دادند و با حقوق قابل توجهی دوباره به عنوان فرماندار منصوب شدند. در سال بعد، همه دایمیوهای دیگر از این روش پیروی کردند.
در سال ۱۸۷۱، هنگامی که ژاپن به ۷۲ استان‌های ژاپن سازماندهی شد، امپراتور اعلام کرد که لغو سیستم هان انجام می‌شود. دایمیوها با حقوق سالانه معادل ده درصد از درآمدهای قبلی خود (که اکنون مجبور به کسر هزینه‌های حکومتی از آن نبودند) غرامت می‌گرفتند، اما باید به پایتخت جدید، توکیو نقل مکان می‌کردند. اکثر دایمیوها از سیاست کنار گذاشته شدند.
دولت جدید به تدریج اکثر امتیازات سامورایی‌ها، از جمله حق آنها برای دریافت کمک هزینه از دولت را لغو کرد. با این حال، برخلاف دایمیوها، بسیاری از سامورایی‌ها از این تغییر آسیب مالی دیدند. بسیاری دیگر از تمایزات مبتنی بر طبقات لغو شدند. تبعیض قانونی علیه بوراکومین پایان یافت. با این حال، این طبقات همچنان در ژاپن تا به امروز از تبعیض رنج می‌برند.
قانون اساسی میجی یک دایت ملی جدید ایجاد کرد، اگرچه در واقع قدرت واقعی را در اختیار نداشت. ژاپن تحت کنترل گنرو‌ها (از نظر معنی یعنی سیاستمدار بزرگ)، الیگارشی میجی بود که قدرتمندترین مردان عرصه نظامی، سیاسی و اقتصادی را تشکیل می‌دادند. قدرت از توکوگاوا به‌دست دایمیوها و سامورایی‌های دیگری که بازسازی را رهبری کرده بودند، منتقل شده بود. الیگارشی که قدرتمندترین مردان عرصه نظامی، سیاسی و اقتصادی را تشکیل می‌داد.
ژاپنی‌ها به بازسازی میجی افتخار می‌کنند، زیرا این بازسازی و صنعتی‌شدن همراه آن به ژاپن اجازه داد تا به قدرت برتر اقیانوس آرام و بازیگر اصلی جهان در نسل تبدیل شود. با این حال، نقش امپراتور میجی در بازسازی، و همچنین میزان اقتدار شخصی و نفوذی که او در طول سلطنت خود داشت، همچنان قابل بحث است. معمولاً خاطرات افرادی که با او آشنا شده بودند یا با او نزدیک بودند. حاوی اطلاعات اساسی کمی هستند یا متقابلاً متناقض هستند.
به دلیل فقدان منابع موثق آن دوره، اسرار پیرامون شخصیت و نقش امپراتور میجی در مرمت همچنان موضوع اختلاف تاریخی است. جیمز سی. باکستر استدلال می‌کند که امپراتور شخصیتی بدون قدرت واقعی بود که به ندرت در آنچه از قبل توسط الیگارشی میجی توافق شده بود دخالت می‌کرد. برعکس، هربرت بیکس میجی را به عنوان یک خودکامه قدرتمند توصیف می‌کند که گنرو تلاش می‌کرد تا تمایلات ضد دموکراتیک او را مهار کند. R.Starr میجی را فردی بسیار فردگرا و صریح توصیف می‌کند که دست نشانده هیچ گروهی در دولت خود نبود، و اگرچه مترقی بود، اما «لیبرال» یا «دمکراتیک» نبود. با این حال گروه دیگری از مورخان ادعا می‌کنند که او هرگز یک دیکتاتور کامل نبوده است، اما در مورد اینکه آیا قدرت شخصی او «به‌غایت مطلق» نزدیکتر است یا خیر، اختلاف نظر دارند. یا او صرفاً نقش میانجی را در تصمیم‌گیری گنرو ایفا می‌کرد.

### پیری و مرگ

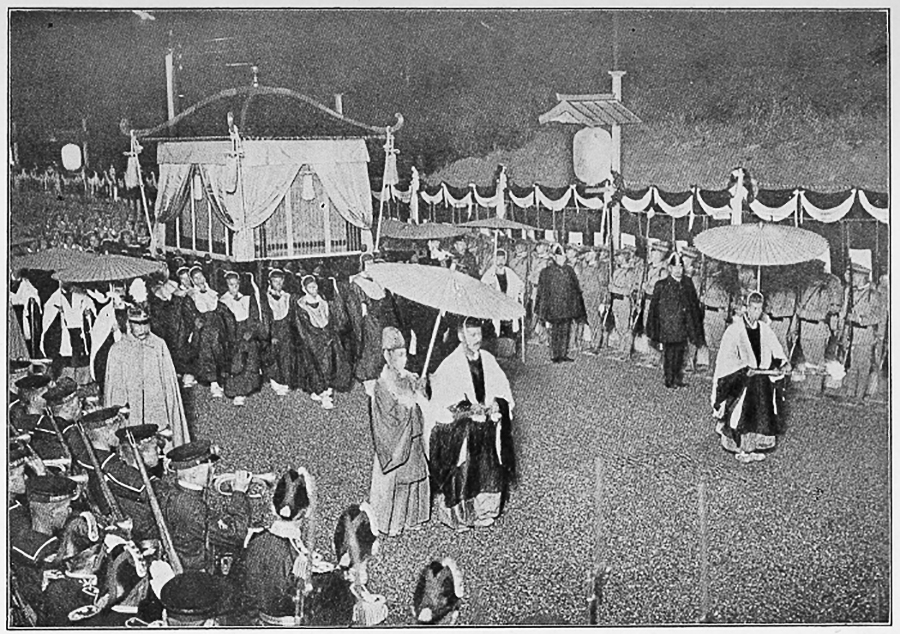
تشیع جنازه امپراتور میجی در سال ۱۹۱۲

در اواخر عمر او چندین چپ‌گرا، از جمله کوتوکو شوسوی به اتهام توطئه برای قتل حاکم اعدام شدند (۱۹۱۱). این توطئه به نام حادثه خیانت علیه حکومت (۱۹۱۰) شناخته شد.
امپراتور میجی مبتلا به دیابت و نفریت (بیماری) و گاستروانتریت بود و در اثر اورمی (آخرین نشانه بیماری کلیوی) درگذشت.
اگرچه در اعلامیه رسمی گفته شد که او در ساعت ۰۰:۴۲ روز ۳۰ ژوئیه ۱۹۱۲ درگذشت، اما مرگ واقعی در ساعت ۲۲:۴۰ روز ۲۹ ژوئیه بود. پسر بزرگش امپراتور تایشو جانشین او شد.
تا سال ۱۹۱۲، ژاپن یک انقلاب سیاسی، اقتصادی و اجتماعی را پشت سر گذاشت و به عنوان یکی از قدرت بزرگ جهانی در جهان ظاهر شد. پس از مرگ امپراتور در سال ۱۹۱۲، دایت ملی قطعنامه ای برای بزرگداشت نقش او در بازسازی می‌جی تصویب کرد. یک باغ زنبق در منطقه ای از توکیو که امپراتور میجی و امپراتریس از آن بازدید می‌کردند، به عنوان مکان ساختمان برای زیارتگاه شینتو معبد میجی انتخاب شد. این زیارتگاه حاوی قبر امپراتور نیست بلکه قبر او در فوشیمی-مومویاما در جنوب کیوتو قرار دارد.

## تصویر در فیلم
امپراتور میجی توسط توشیرو میفونه در فیلم درام ژاپنی ۱۹۸۰ فیلم جنگی نبرد پورت آرتور (فیلم) (گاهی به عنوان تپه ۲۰۳  شناخته می‌شود) به تصویر کشیده شده است. این فیلم به کارگردانی ماسودا توشیئو محاصره پورت آرتور را در طول جنگ روسیه و ژاپن به تصویر می‌کشد و همچنین در این فیلم تاتسویا ناکادای (در نقش ژنرال نوگی ماره‌سوکه)، و تتسورو تامبا (به عنوان ژنرال کوداما گنتارو) به تصویر کشیده شده‌اند.
امپراتور میجی همچنین در سال ۲۰۰۳ در فیلم «آخرین سامورایی» با بازی ناکامورا شیچینوسوکه دوم ظاهر می‌شود. در این فیلم امپراتور به عنوان یک فرد ضعیف به تصویر کشیده شده است. رهبر بی‌تجربه‌ای که تحت کنترل قاطعانه شورای‌هایش بود، که قصد دارند او را وادار به امضای معاهده‌ای کنند که به ایالات متحده حقوق تجاری ویژه‌ای اعطا می‌کند که آنها را غنی می‌کند، اما همچنین سلطه خارجی بر ژاپن را تقویت می‌کند. عزم امپراتور تنها در پایان فیلم نشان داده می‌شود، زمانی که او از ملاقات سروان ناتان آلگرن (با بازی تام کروز) که در کنار سامورایی شورشی جنگید، الهام گرفت تا این معاهده را رد کند و او را اخراج کند. مشاوران، اعلام کرد که ژاپن مدرن خواهد شد، اما نه به قیمت سنت‌ها و تاریخ خود.

## خانواده

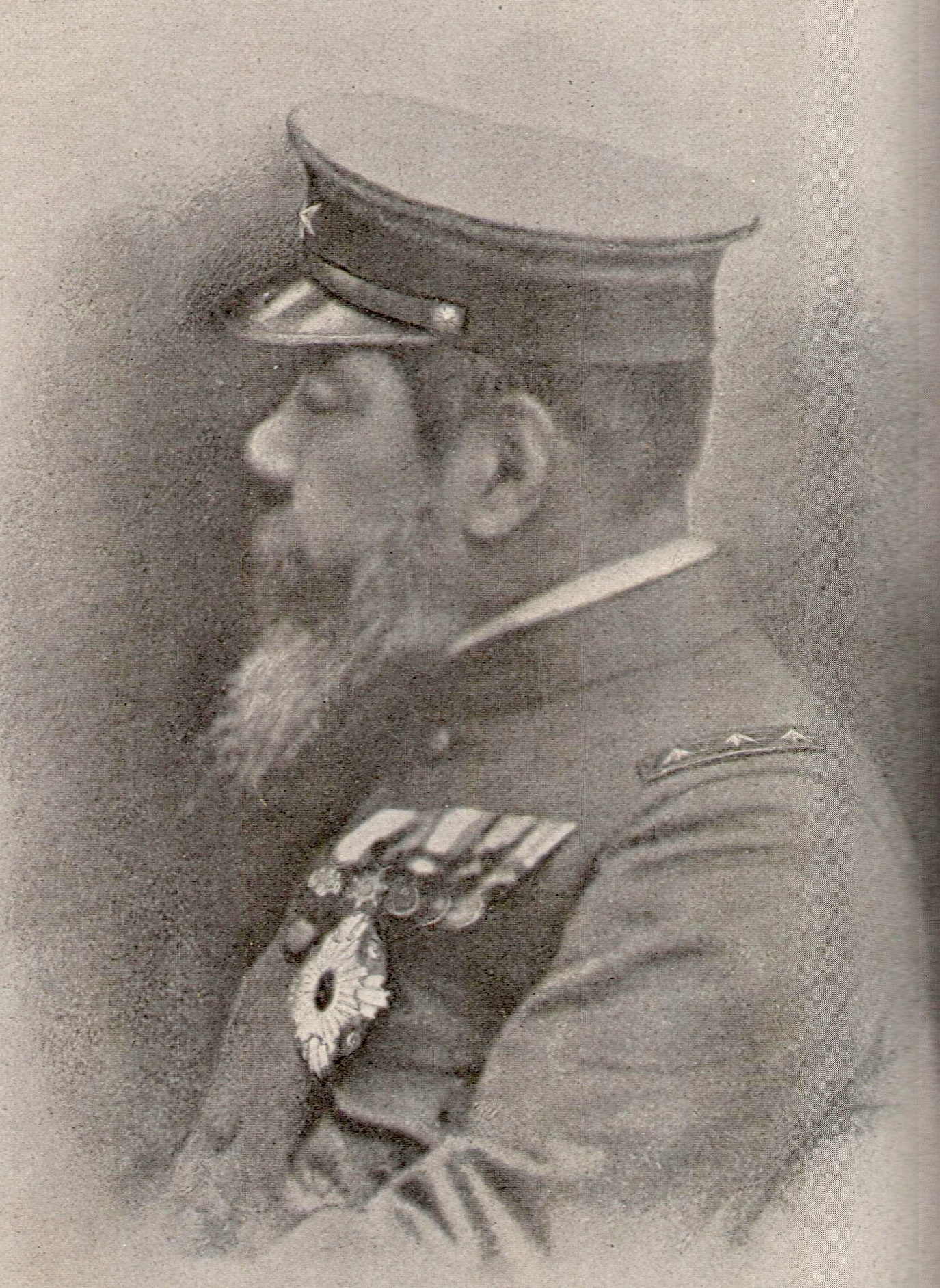
امپراتور میجی در سال ۱۹۱۲

بلافاصله پس از به تخت نشستن میجی، مقام‌های امپراتور ایچیجو ماساکو را به عنوان یک عروس احتمالی به او معرفی کردند. امپراتور آینده دختر یکی از مقام‌های امپراتوری بود و سه سال از داماد بزرگتر بود و باید تا زمان روز ورود به بزرگسالی (مراسم مردانگی) امپراتور صبر می‌کرد. این دو در ۱۱ ژانویه ۱۸۶۹ ازدواج کردند. او اولین همسر امپراتوری بود که عنوان «امپراتریس» (به معنای واقعی کلمه، همسر امپراتور، ترجمه شده به عنوان ملکه همسر) را در پس از چند صد سال دریافت کرد، اگرچه اولین ملکه ژاپنی بود که نقشی اجتماعی ایفا می‌کرد اما به زودی مشخص شد که ملکه قادر به آوردن کودکی برای امپراتور میجی نیست. با این حال، امپراتور میجی پانزده فرزند از پنج سوکوشیتسوی رسمی داشت و تنها پنج نفر از فرزندان او، یک شاهزاده از یاناگیوارا ناروکو (۱۸۵۵–۱۹۴۳)، و چهار شاهزاده خانم متولد شده از سونو ساچیکو (۱۸۶۷–۱۸۶۷) تا بزرگسالی زنده ماندند. امپراتور میجی آخرین امپراتوری بود که سوکوشیتسو (همسر غیراصلی) داشت.

### همسر اصلی
| تصویر | موقعیت    | نام                                                              | تولد      | مرگ          | پدر           | فرزندان |
| ----- | --------- | ---------------------------------------------------------------- | --------- | ------------ | ------------- | ------- |
|       | امپراتریس | امپراتریس شوکن (一条美子) بعداً امپراتریس دواگر شوکن (昭憲皇太后) | ۹ مه ۱۸۴۹ | ۹ آوریل ۱۹۱۴ | تاکه‌دا ایچیجو | نیست    |

### همسران غیراصلی
| تصویر | نام                          | تولد           | مرگ             | پدر                                                                                        | فرزندان |
| ----- | ---------------------------- | -------------- | --------------- | ------------------------------------------------------------------------------------------ | --- |
| —     | هامورو میتسوکو (葉室光子)    | ۳ فوریه ۱۸۵۳   | ۲۲ سپتامبر ۱۸۷۳ | گون-دایناگون: هامارو ناگاماسا                                                              | • نخستین شاهزاده: واکامیتسوترو-هیکو نو میکوتو |
|       | هاشیموتو ناتسوکو (橋本夏子)  | ۱۹ مارس ۱۸۵۶   | ۱۴ نوامبر ۱۸۷۳  | • شوناگون: هیگاشیبوجو ناتسوناگا • دایناگون: هاشیموتو سانه‌آکیرا (پدربزرگ مادری و پدرخوانده) | • نخستین شاهدخت: واکاتاکایوری-هیمه نو میتوکو |
|       | یاناگیوارا ناروکو (柳原愛子) | ۲۶ ژوئن ۱۸۵۹   | ۱۶ اکتبر ۱۹۴۳   | Gon-چوناگون:                                                                               | • دومین شاهدخت امپراتوری: شاهدخت امپراتوری اومه یاناگیهارا میتسونارو-نو میا شیگه کو • دومین شاهزاده: Imperial Prince Take-no-Miya Yukihito • سومین شاهزاده: شاهزاده امپراتوری هارو-نو-میا یوشیهیتو (بعداَ امپراتور تایشو) |
| —     | چیگوسا کوتوکو (千種任子)     | ۱۹ ژوئیه ۱۸۵۵  | ۱ فوریه ۱۹۴۴    | ساکونئه گون نو شوشو : چیگوسا آریتو                                                         | • سومین شاهدخت: شاهدخت امپراتوری شیگه-نو-میا آکیکو • چهارمین شاهدخت: شاهدخت امپراتوری ماسو-نو-میا فومیکو |
|       | سونو ساچیکو (園祥子)         | ۲۳ دسامبر ۱۸۶۷ | ۷ ژوئیه ۱۹۴۷    | اوکونه نو گون نو چوجو: سونو موتوساچی                                                       | • نخستین شاهدخت: شاهدخت امپراتوری هیسا-نو-میا شیزوکو • پنجمین شاهزاده: شاهزاده امپراتوری آکی -نو-میا میچیهیتو • ششمین شاهدخت: شاهدخت ماساکو تاکه‌دا • هفتمین شاهدخت: فوساکو کیتاشیراکاوا • هشتمین شاهدخت: شاهدخت نوبوکو آساکا • پنجمین شاهزاده: شاهزاده امپراتوری میتسو-نو-میا تروهیتو • نهمین شاهدخت: توشیکو هیگاشیکونی • دهمین شاهدخت: شاهدخت امپراتوری سدا-نو-میا توکیکو |

### فرزندان
امپراتور میجی پانزده فرزند (پنج پسر و ده دختر) داشت که پنج نفر از آنها (یک پسر و چهار دختر) به بلوغ رسیدند.
او هجده نوه داشت (یازده پسر و هفت دختر).
| تصویر | موقعیت          | نام                                                   | تولد            | مرگ             | مادر              | ازدواج        | ازدواج                        | فرزندان |
| ----- | --------------- | ----------------------------------------------------- | --------------- | --------------- | ----------------- | ------------- | ----------------------------- | --- |
| —     | نخستین شاهزاده  | Wakamitsuteru-hiko no Mikoto (稚瑞照彦尊) (مرده‌زایی)  | ۱۸ سپتامبر ۱۸۷۳ | ۱۸ سپتامبر ۱۸۷۳ | هامورو میتسوکو    | —             | —                             | — |
| —     | نخستین شاهدخت   | واکاتاکایوری-هیمه نو میکوتو (稚高依姫尊) (Stillbirth) | ۱۳ نوامبر ۱۸۷۳  | ۱۳ نوامبر ۱۸۷۳  | هاشیموتو ناتسوکو  | —             | —                             | — |
| —     | دومین شاهدخت    | اومه-نو-میا شیگه کو (梅宮薫子内親王)                  | ۲۵ ژانویه ۱۸۷۵  | ۸ ژوئن ۱۸۷۶     | یاناگیوارا ناروکو | —             | —                             | — |
| —     | دومین شاهزاده   | تاکه-نو-میا یوکیهیتو (建宮敬仁親王)                   | ۲۳ سپتامبر ۱۸۷۷ | ۲۶ ژوئیه ۱۸۷۸   | یاناگیوارا ناروکو | —             | —                             | — |
|       | سومین شاهزاده   | امپراتور تایشو (明宮嘉仁親王) (بعداً امپراتور تایشو)   | ۳۱ اوت ۱۸۷۹     | ۲۵ دسامبر ۱۹۲۶  | یاناگیوارا ناروکو | ۱۰ مه ۱۹۰۰    | امپراتریس تی‌می                | • هیروهیتو • یاسوهیتو، شاهزاده چیچیبو • نوبوهیتو، شاهزاده تاکاماتسو • تاکاهیتو، شاهزاده میکاسا                          |
| —     | سومین شاهدخت    | شیگه-نو-میا آکیکو (滋宮韶子内親王)                    | ۳ اوت ۱۸۸۱      | ۶ سپتامبر ۱۸۸۳  | چیگوسا کوتوکو     | —             | —                             | — |
| —     | چهارمین شاهدخت  | ماسو-نو-میا فومیکو (増宮章子内親王)                   | ۲۶ ژانویه ۱۸۸۳  | ۸ سپتامبر ۱۸۸۳  | چیگوسا کوتوکو     | —             | —                             | — |
| —     | پنجمین شاهدخت   | هیسا-نو-میا Shizuko (久宮静子内親王)                  | ۱۰ فوریه ۱۸۸۶   | ۴ آوریل ۱۸۸۷    | سونو ساچیکو       | —             | —                             | — |
| —     | چهارمین شاهزاده | آکی-نو-میا میچیهیتو (昭宮猷仁親王)                    | ۲۲ اوت ۱۸۸۷     | ۱۲ نوامبر ۱۸۸۸  | سونو ساچیکو       | —             | —                             | — |
|       | ششمین شاهدخت    | شاهدخت ماساکو تاکه‌دا (常宮昌子内親王)                 | ۳۰ سپتامبر ۱۸۸۸ | ۸ مارس ۱۹۴۰     | سونو ساچیکو       | ۳۰ آوریل ۱۹۰۸ | شاهزاده تسونه‌هیسا تاکه‌دا      | • شاهزاده سونیوشی تاکه‌دا • شاهدخت آیاکو تاکه‌دا                                                                          |
|       | هفتمین شاهدخت   | فوساکو کیتاشیراکاوا (周宮房子内親王)                  | ۲۸ ژانویه ۱۸۹۰  | ۱۱ اوت ۱۹۷۴     | سونو ساچیکو       | ۲۹ آوریل ۱۹۰۹ | شاهزاده ناروهیسا کیتاشیراکاوا | • شاهزاده ناگاهیسا کیتاشیراکاوا • شاهدخت مینه کو کیتاشیراکاوا • شاهدخت ساواکو کیتاشیراکاوا • شاهدخت تائه‌کو کیتاشیراکاوا |
|       | هشتمین شاهدخت   | شاهدخت نوبوکو آساکا (富美宮允子内親王)                | ۷ اوت ۱۸۹۱      | ۳ نوامبر ۱۹۳۳   | سونو ساچیکو       | ۶ مه ۱۹۰۹     | شاهزاده یاسوهیتو آساکا        | • شاهدخت کیکوکو آساکا • شاهدخت تاکاهیکو آساکا • شاهزاده تاداهیتو آساکا • شاهدخت کیوکو آساکا                             |
| —     | پنجمین شاهزاده  | میتسو-نو-میا تروهیتو (満宮輝仁親王)                   | ۳۰ نوامبر ۱۸۹۳  | ۱۷ اوت ۱۸۹۴     | سونو ساچیکو       | —             | —                             | — |
|       | نهمین شاهدخت    | توشیکو هیگاشیکونی (泰宮聡子内親王)                    | ۱۱ مه ۱۸۹۶      | ۵ مارس ۱۹۷۸     | سونو ساچیکو       | ۱۸ مه ۱۹۱۵    | شاهزاده ناروهیکو هیگاشیکونی   | • شاهزاده موریهیرو هیگاشیکونی • شاهزاده موروماسا هیگاشیکونی • شاهزاده آکیتسونه هیگاشیکونی • شاهزاده توشیهیکو هیگاشیکونی |
| —     | دهمین شاهدخت    | سادا-نو-میا توکیکو (貞宮多喜子内親王)                 | ۲۴ سپتامبر ۱۸۹۷ | ۱۱ ژانویه ۱۸۹۹  | سونو ساچیکو       | —             | —                             | — |

## گاهشماری رویدادها

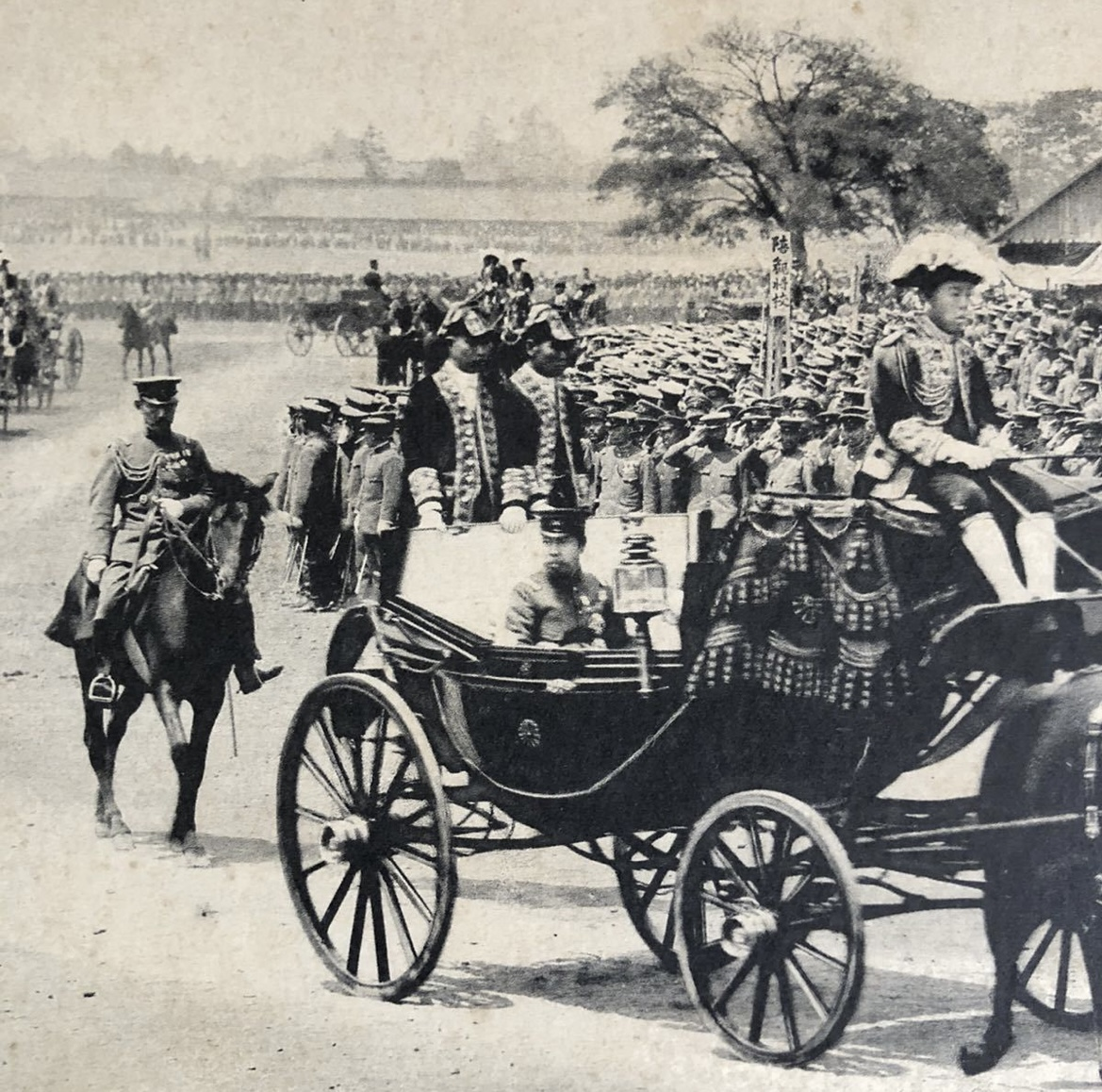
امپراتور میجی در حال بررسی ارتش در رژه پیروزی جنگ روسیه و ژاپن که در ۳۰ آوریل ۱۹۰۶ در توکیو برگزار شد.

عصر میجی تغییرات گسترده‌ای را در جامعه فئودالی باستانی ژاپن ایجاد کرد. جدول زمانی رویدادهای مهم ممکن است شامل موارد زیر باشد:
- ۳ نوامبر ۱۸۵۲: امپراتور میجی (در آن زمان به عنوان شاهزاده موتسوهیتو ساچینومیا شناخته می‌شد) از صیغه امپراتوری ناکایاما یوشیکو و امپراتور کومی متولد شد.
- ۱۸۵۳: یک کشتی سیاه به سرپرستی دریادار متیو سی. پری در ۸ ژوئیه وارد ژاپن می‌شود.[۶۱] مرگ «شوگون» توکوگاوا ایه‌یوشی؛ انتصاب توکوگاوا ایه‌سادا به عنوان «شوگون».
- ۱۸۵۴–۱۸۵۵: معاهده‌هایی با ایالات متحده توسط شوگون‌سالاری امضا می‌شود.
- اواخر دهه ۱۸۵۰ تا ۱۸۶۰: جنبش «سوننو جوئی» با قدرت کامل است.
- ۱۸۵۸: شوگون‌سالاری معاهده‌هایی را با هلند، امپراتوری روسیه و بریتانیای کبیر امضا کردند. مرگ «شوگون» توکوگاوا ایه‌سادا؛ انتصاب توکوگاوا ایه‌موچی به عنوان «شوگون».
- مارس ۱۸۶۰: تایرو، ای نائوسوکه، در حادثه ساکورادامون (۱۸۶۰) ترور شد.
- ۱۱ نوامبر: ساچینومیا به‌طور رسمی به عنوان ولیعهد معرفی شد و نام شخصی موتسوهیتو به آن داده شد.
- ۱۸۶۲: حادثه ناماموگی.
- ۱۸۶۴–۶۵: جنگ شیمونوسکی توسط کشتی‌های بریتانیایی، آمریکایی، فرانسوی و هلندی. درگیری بین شوگون‌سالاری و قلمرو چوشو درگرفت.
- ۱۸۶۶: مرگ «شوگون» توکوگاوا ایه‌موچی؛ انتصاب توکوگاوا یوشینوبو به عنوان شوگون پانزدهم.
- ۳۱ ژانویه ۱۸۶۷: مرگ امپراتور کومی بر اثر خونریزی آبله، به سلطنت رسیدن غیررسمی موتسوهیتو.
- ۴ ژانویه ۱۸۶۸: آغاز رسمی نوسازی میجی؛ پایان ۲۶۵ سال حکومت شوگون‌سالاری توکوگاوا.
- ۱۲ سپتامبر: انجام مراسم بر تخت نشستن امپراتور ژاپن.
- ۲۳ اکتبر: نام عصر ژاپنی به دوره میجی تغییر یافت.
- ۶ نوامبر: پایتخت به‌طور رسمی از استان کیوتو به ادو که به توکیو (پایتخت شرقی) تغییر نام داده بود و منتقل شد.
- ۵ نوامبر ۱۸۷۲: امپراتور دوک بزرگ الکسی الکساندرویچ روسیه را جهت دیدار پذیرفت.
- اواخر ۱۸۶۰–۱۸۸۱: دوره شورش و ترور در ژاپن.
- ۱۱ ژانویه ۱۸۶۹: ازدواج امپراتور با «ایچیجو هاروکو»، از آن پس نام او امپراتریس شوکن می‌شود.
- ۴ سپتامبر: امپراتور آلفرد، دوک ساکس کوبورگ و گوتا را برای دیدار می‌پذیرد.
- ۱۸۷۱: لغو سیستم هان اعلام شد.
- ۱۸۷۳: قلعه ادو در آتش‌سوزی ویران می‌شود. امپراتور به قصر آکاساکا حرکت می‌کند. اولین فرزند او به دنیا می‌آیند، اما در بدو تولد می‌میرند.
- ۱۸۷۷: جنگ سینان.
- ۱۸۷۸: ترور اوکوبو توشیمیچی.
- ۳۱ اوت ۱۸۷۹: شاهزاده امپراتور تایشو، آینده امپراتور تایشو و تنها پسر بازمانده امپراتور، متولد شد.
- ۱۸۸۱: اولین دیدار دولتی یک پادشاه خارجی، پادشاه دیوید کالاکائوآ هاوایی با امپراتور میجی دیدار می‌کند.
- ۱۸۸۹: قانون اساسی میجی ابلاغ می‌شود؛ ایتو هیروبومی اولین نخست‌وزیر ژاپن می‌شود.
- ۱۸۹۴: نخستین جنگ چین و ژاپن; پیروزی ژاپن، ژاپن را به عنوان یک قدرت منطقه ای تثبیت کرد.
- ۲۹ آوریل ۱۹۰۱: اولین پسر امپراتور تایشو، شاهزاده هیروهیتو میچی-نو-میا، در آینده به نام هیروهیتو متولد می‌شود. امپراتور میجی پدربزرگ می‌شود.
- ۱۹۰۴–۱۹۰۵: جنگ روسیه و ژاپن; پیروزی ژاپن باعث شد ژاپن به یک قدرت بزرگ تبدیل شود.
- ۱۹۱۰: پیمان ۱۹۱۰ ژاپن و کره توسط امپراتور ژاپن امضا می‌شود: استعمار ژاپن بر کره (-۱۹۴۵).
- ۳۰ ژوئیه ۱۹۱۲: امپراتور درگذشت (۵۹ سالگی).[۶۲]

## افتخارات

### افتخارات ملی
- بنیان‌گذار نشان خورشید فروزان، ۱۰ آوریل ۱۸۷۵
- بنیان‌گذار نشان گل داوودی، ۲۷ دسامبر ۱۸۷۶
- بنیان‌گذار نشان گنجینه مقدس، ۴ ژانویه ۱۸۸۸
- بنیان‌گذار نشان گل‌های پالونیا، ۴ ژانویه ۱۸۸۸
- بنیان‌گذار نشان افتخار تاج گرانبها، "۴ ژانویه ۱۸۸۸"
- بنیان‌گذار نشان بادبادک طلایی، ۱۲ فوریه ۱۸۹۰[۶۳]